# 思南府

貴州省の思南府の位置（1820年）

思南府（しなんふ）は、中国にかつて存在した府。明代から民国初年にかけて、現在の貴州省銅仁市西部に設置された。

## 概要
1373年（洪武6年）、明により思南宣慰司が思南道宣慰使司と改められた。1413年（永楽11年）、思南道宣慰使司が思南府と改称された。思南府は貴州省に属し、安化・婺川・印江の3県と蛮夷長官司・沿河祐渓長官司・朗渓蛮夷長官司の3長官司を管轄した。
清のとき、思南府は貴州省に属し、安化・婺川・印江の3県を管轄した。
1913年、中華民国により思南府は廃止された。